# 티오트릭스목
티오트릭스목(Thiotrichales)은 가장 큰 박테리아로 알려진 티오마르가리타 마그니피카(Thiomargarita magnifica)를 포함하는 프로테오박테리아 세균 목이다. 또한 야토병을 일으키는 야토병균(Francisella tularensis)과 같은 특정 병원균을 포함하고 있다.

## 하위 과
6개 과를 포함하고 있다.
- Fastidiosibacteraceae
- Francisellaceae
- Piscirickettsiaceae
- Thiofilaceae
- Thiolinaceae
- 티오트릭스과 (Thiotrichaceae)